# I sette senza gloria
I sette senza gloria (Play Dirty) è un film di guerra del 1968, diretto da André De Toth.
La trama del film è "liberamente" ispirata alle operazioni di unità come il Long Range Desert Group e la SAS, in Nord Africa durante la seconda guerra mondiale.

## Trama
Nordafrica, seconda guerra mondiale, il capitano Douglas è un impiegato della BP distaccato presso il Royal Engineers, con il compito di sorvegliare la gestione delle forniture di carburante in arrivo per l'8ª Armata britannica, al quale il colonnello Masters affida la pericolosa missione di distruggere, con una piccola unità di soldati, un deposito di carburante dell'Afrikakorps. Douglas vorrebbe rifiutare l'incarico, sostenendo di essere sostanzialmente un impiegato civile, momentaneamente "prestato" all'esercito, ma Masters respinge la sua richiesta, aggregandolo ad un gruppo comandato dal capitano Cyril Leech, un criminale già condannato ma liberato dal carcere, allo scopo di fargli compiere azioni di sabotaggio oltre le linee nemiche, e tale gruppo è composto da altrettanti criminali, condannati per vari reati, al momento in libertà.
Il percorso non è privo di ostacoli, anche a causa delle differenti personalità di Douglas e Leech, ma, una volta giunti al deposito si accorgono che questo è solo una sagoma di compensato con attorno alcuni manichini in uniforme tedesca, costruito allo scopo di confondere gli Alleati ed allora decidono di avventurarsi all'interno del porto della città, confidando che vi sia il vero deposito. Ma il colonnello Masters, venendo a conoscenza dei nuovi piani del generale Montgomery, che intende catturare intatto il deposito, nell'impossibilità di contattare Douglas lascia trapelare la notizia della presenza di sabotatori ai tedeschi, i quali, durante la distruzione del deposito che il gruppo riesce comunque a realizzare, uccidono tutti i componenti del gruppo, con la sola eccezione di Douglas e Leech, i quali riescono a nascondersi trafugando due uniformi tedesche.
 
Una volta che gli inglesi sono entrati in città, un soldato, incurante della bandiera bianca che i due stanno sventolando, spara e li uccide entrambi, giustificandosi con l'ufficiale immediatamente sopraggiunto, sostenendo di non averla vista.

## Produzione

### Riprese
Il film è stato girato in massima parte in Spagna, in particolare ad Almería e nel deserto di Tabernas.
Gli interni delle scene sono state realizzate presso i Shepperton Studios di Shepperton (Surrey, Inghilterra).

### Colonna sonora
Nel film sono stati utilizzati vari brani musicali originali dell'epoca. Il brano ricorrente nei titoli di testa e di coda, è la celebre canzone tedesca Lili Marleen.

## Distribuzione
La pellicola è uscita nelle sale cinematografiche britanniche il 1º gennaio 1969; in Italia è stato distribuito il 7 marzo 1969.